# بوبک-لا-روزییر
بوبک-لا-روزییر (به فرانسوی: Beaubec-la-Rosière) یک کمون (فرانسه) در فرانسه است که در canton of Forges-les-Eaux واقع شده‌است. بوبک-لا-روزییر ۱۲٫۹۷ کیلومتر مربع مساحت دارد ۱۵۸ متر بالاتر از سطح دریا واقع شده‌است.